# Chantenay-Villedieu
Chantenay-Villedieu är en kommun i departementet Sarthe i regionen Pays de la Loire i nordvästra Frankrike. Kommunen ligger i kantonen Brûlon som tillhör arrondissementet La Flèche. År 2022 hade Chantenay-Villedieu 816 invånare.

## Befolkningsutveckling
Antalet invånare i kommunen Chantenay-Villedieu
| Referens: INSEE |